# Olenoides
L’olenoide (gen. Olenoides) è un artropode estinto appartenente ai trilobiti. Visse nel Cambriano medio (circa 505 milioni di anni fa), e i suoi resti sono stati rinvenuti in Nordamerica, soprattutto nel ben noto giacimento di Burgess Shale (in Canada), e in Utah.

## Descrizione
Il piano corporeo dell'olenoide era molto simile allo standard dei trilobiti: il cephalon era relativamente largo, con due spine genali piuttosto corte, mentre il torace era formato da sette segmenti articolati fra loro e dalle terminazioni laterali (pleure) moderatamente spinose. Il pigidio era semicircolare e di dimensioni modeste. Sul capo erano presenti due lunghe antenne, che si incurvavano all'indietro lungo i fianchi dell'animale.

## Stile di vita
Le zampe sottili mostrano che questo animale, lungo in media cinque centimetri, non era un nuotatore ma un abitatore del fondale marino; probabilmente si nutriva di piccoli animali di fondale. Vi sono anche tracce fossili dei movimenti di questo trilobite. L'eccezionale conservazione all'interno dei sedimenti di Burgess Shale ha fatto sì che l'olenoide divenisse uno dei trilobiti meglio conosciuti. Tra le specie più note, da ricordare Olenoides serratus e O. nevadensis.